# Сант'Орсола Терме
Сант'О̀рсола Тѐрме (на италиански: Sant'Orsola Terme; на немски: Oachperg, Оахперг) е село и община в Северна Италия, автономна провинция Тренто, автономен регион Трентино-Южен Тирол. Разположено е на 925 m надморска височина. Населението на общината е 1127 души (към 2018 г.).